# Jackson Pace
Jackson Pace (Boca Raton, 19 febbraio 1999) è un attore statunitense famoso per aver interpretato il ruolo di Chris Brody nella serie televisiva Homeland - Caccia alla spia e quello di Gage in The Walking Dead.

## Biografia
Pace è nato a Boca Raton, in Florida il 19 febbraio 1999. A tre anni ha fatto la comparsa in uno spot pubblicitario, e nel 2006 ha debuttato alla televisione recitando in due episodi della serie Barney & Friends. 
Dal 2011 al 2013 ha interpretato il ruolo di Chris Brody nella serie televisiva Homeland - Caccia alla spia.
In seguito ha recitato nelle serie televisive The Walking Dead e The Right Stuff - Uomini veri.

## Filmografia

### Cinema
- Never Forever, regia di Gina Kim (2007)
- The Gray Man, regia di Scott Flynn (2007)
- Cool Dog - Rin Tin Tin a New York (Cool Dog), regia di Danny Lerner (2010) uscito in home video
- Jimmy, regia di Mark Freiburger (2013)
- Emmett, regia di Bridget Stokes (2019)
- Just A Drill, regia di Julianne Donelle – cortometraggio (2019)
- Margot, regia di Logan Polish – cortometraggio (2019)

### Televisione
- Barney & Friends – serie TV, 2 episodi (2006)
- Law & Order: Criminal Intent – serie TV, 1 episodio (2007)
- Una reginetta molto speciale (Queen Sized), regia di Peter Levin – film TV (2008)
- Tutti odiano Chris (Everybody Hates Chris) – serie TV, 1 episodio (2008)
- Ace in the Hole, regia di Ted Wass – film TV (2009)
- A Walk in My Shoes, regia di John Kent Harrison – film TV (2010)
- Criminal Behavior, regia di Tim Matheson – film TV (2011)
- Homeland - Caccia alla spia (Homeland) – serie TV, 24 episodi (2011-2013)
- Criminal Minds – serie TV, 1 episodio (2012)
- CSI - Scena del crimine (CSI: Crime Scene Investigation) – serie TV, 1 episodio (2012)
- R. L. Stine's The Haunting Hour – serie TV, 1 episodio (2013)
- Code Black – serie TV, 1 episodio (2015)
- Instinct – serie TV, 1 episodio (2018)
- Grace and Frankie – serie TV, 2 episodi (2019)
- The Walking Dead – serie TV, 9 episodi (2018-2021)
- The Right Stuff - Uomini veri (The Right Stuff) – serie TV, 8 episodi (2020)
- 9-1-1: Lone Star - Serie TV (2020-2025)

## Doppiatori italiani
Nelle versioni in italiano dei suoi film e serie TV, Jackson Pace è stato doppiato da:
- Francesco Ferri in Homeland - Caccia alla spia
- Manuel Meli in Code Black
- Alex Polidori in The Right Stuff - Uomini Veri
- Marco Briglione in 9-1-1: Lone Star

## Riconoscimenti
- 2013 – Screen Actors Guild Award
  - Nomination Miglior cast in una serie drammatica per Homeland - Caccia alla spia (con Morena Baccarin, Timothée Chalamet, Claire Danes, Rupert Friend, David Harewood, Diego Klattenhoff, Damian Lewis, David Marciano, Navid Negahban, Mandy Patinkin, Zuleikha Robinson, Morgan Saylor, Jamey Sheridan e Hrach Titizian)